# Jan den Boer (voetballer)
Johannes Eduard (Jan) den Boer (Amsterdam, 20 november 1902 – Neuengamme, 17 december 1944) was een Nederlands voetballer.

## Biografie
Jan den Boer was de zoon van Christoffel Hubertus den Boer en Constantia Theresia van der Bom. Hij had een broer en twee zussen.
Hij speelde van 1929 tot 1931 bij AFC Ajax als middenvelder. Van zijn debuut in het kampioenschap op 15 september 1929 tegen DFC tot zijn laatste wedstrijd op 7 juni 1931 tegen PSV speelde den Boer in totaal 15 wedstrijden in het eerste elftal van Ajax.
Den Boer werd in 1944 opgepakt en naar concentratiekamp Neuengamme gedeporteerd. Daar kwam hij op 42-jarige leeftijd om het leven.

## Statistieken
| Club  | Seizoen | Competitie | Competitie | Beker | Beker | Totaal | Totaal |
| Club  | Seizoen | Wed.       | Dlp.       | Wed.  | Dlp.  | Wed.   | Dlp.   |
| ----- | ------- | ---------- | ---------- | ----- | ----- | ------ | ------ |
| ZFC   | 1924/25 | 18         | ?          | ?     | ?     | 18     | ?      |
| ZFC   | 1925/26 | 16         | ?          | ?     | ?     | 16     | ?      |
| ZFC   | 1926/27 | 3          | ?          | 0     | 0     | 3      | ?      |
| ZFC   | 1927/28 | 18         | ?          | ?     | ?     | 18     | ?      |
| ZFC   | 1928/29 | 10*        | ?          | -     | -     | 10     | 0      |
| Total | Total   | 65*        | ?          | ?     | ?     | 65     | ?      |
| Ajax  | 1929/30 | 7          | 0          | ?     | ?     | 7      | 0      |
| Ajax  | 1930/31 | 8          | 0          | -     | -     | 8      | 0      |
| Total | Total   | 15         | 0          | ?     | ?     | 15     | 0      |

*Alleen gegevens over het aantal competitieduels zijn bekend